# Movin’ Out (Brian’s Song)
Movin' Out (Brian’s Song) («Выметайся (Песня Брайана)») — вторая серия шестого сезона мультсериала «Гриффины». Премьерный показ состоялся 30 сентября 2007 года на канале FOX.

## Сюжет
Брайан, желающий спокойно поработать над своим новым рассказом, отдаёт свой билет на ледовое представление Питеру, который идёт туда с его подругой, Джиллиан. Они прекрасно проводят целый день вдвоём. Питер восхищён Джиллиан, и не может понять, почему Брайан не живёт с ней постоянно, и советует ей поставить пса перед выбором: жить с ней или расстаться.
Узнав об этом, Брайан, который не хочет серьёзных отношений с девушкой, приходит в ярость. Это расстраивает Лоис (мнение которой пёс всегда ценил), и в итоге Брайан соглашается жить постоянно с Джиллиан, чтобы доказать всем, что он способен на глубокие чувства.
Брайан и Джиллиан переезжают на съёмную квартиру, и всё у них хорошо, кроме того факта, что у пса почти нет денег, и он опасается, что не сможет оплачивать жильё. В нужный момент появляется Стьюи с пачкой денег, который готов стать их соседом и оплачивать часть арендной платы.
Стьюи поселяется с парой и почти сразу начинает раздражать Брайана тем, что ему нужны забота и внимание, и он даже не даёт паре спокойно заняться сексом ночью.
Вскоре Стьюи говорит правду Джиллиан: он здесь живёт, потому что платит половину денег за квартиру, а Брайан вовсе не собирался жить с Джиллиан. Расстроенная девушка прощается с Брайаном и убегает.
Брайан сначала опечален этим, но потом решает, что судьба просто даёт ему шанс найти новые отношения. В этом ему помогает Стьюи: он приводит в дом множество гостей, большинство из которых «гомики», по определению Брайана, а потом роботов, но Брайану нужна только Джиллиан…
Брайан бежит к Джиллиан, чтобы вернуть её, но та уже встречается с другим — самим мэром Куахога Адамом Вестом.
Опечаленный Брайан возвращается жить к Гриффинам, которые высмеивают его любовную неудачу.
Тем временем Мег получает работу продавца в небольшом магазинчике и обещает похлопотать о местечке там же и для своего временно безработного брата Криса. Карл берёт Криса на работу и вскоре начинает уделять ему всё время (считая того весьма умным собеседником, а обсуждают они исключительно фильмы и актёров, заставляя Мег трудиться за двоих. Вскоре Крис становится начальником Мег, после чего Мег увольняют, и она в слезах убегает из магазина. Между тем Крису даже повышают зарплату после увольнения сестры, но Лоис просит его помочь Мег в трудоустройстве. Крис заставляет Карла принять Мег обратно на работу, притворившись, что иначе не сможет больше обсуждать с ним фильмы. Впрочем, Мег отказывается работать далее с Карлом, но очень благодарна брату, что тот за неё постоял.

## Создание
Автор сценария: Джон Винер
Режиссёр: Синди Танг
Композитор: Уолтер Мёрфи
Приглашённые знаменитости: Одри Василевски, Карла Делани, Энтони Тавера, Джон Бенджамин (в роли продавца Карла) и Дрю Бэрримор (в роли Джиллиан)

## Показ
Эпизод вышел в эфир на канале FOX 30 сентября 2007 года. В вечер премьеры он собрал у телевизоров 7,95 млн зрителей, уступив по этому показателю лишь премьере эпизода Homer of Seville мультсериала «Симпсоны» (8,42 млн зрителей).
Рейтинг Нильсена составил 4,2 в возрастной категории от 18 до 49 лет.